# Gnamptonyx vilis
Gnamptonyx vilis là một loài bướm đêm trong họ Erebidae.